# Heinrich Perger von Pergenau
Heinrich Perger von Pergenau (17. června 1810 Baden – 25. září 1878) byl rakouský politik německé národnosti z Dolních Rakous, v 2. polovině 19. století poslanec Říšské rady.

## Biografie
Jeho otcem byl majitel nemovitostí z Badenu Josef Perger. V roce 1831 absolvoval práva na Vídeňské univerzitě a v březnu 1832 se stal auskultantem u civilního soudu, pak se stal doktorem všeobecného práva a v červenci 1843 se stal dvorním a soudním advokátem ve Vídni. Advokátní praxi ukončil v říjnu 1860 a byl za své zásluhy povýšen 18. ledna 1861 do šlechtického stavu s predikátem von Pergenau. Od roku 1862 byl členem výboru rakouské Národní banky. Rodné město Baden mu udělilo čestné občanství.
Po obnovení ústavního života byl 8. března 1861 zvolen do Vídeňské obecní rady a 20. března 1861 zvolen i na Dolnorakouský zemský sněm za městskou kurii, obvod Baden, Mödling, Gumpoldskirchen a Bertholsdorf na Dolnorakouský zemský sněm. Mandát v zemském sněmu obhájil v roce 1867. Zemský sněm ho 25. února 1867 zvolil i do Říšské rady za kurii měst a tržních osad v Dolních Rakousích. Znovu byl do Říšské rady delegován zemským sněmem v roce 1870 a 1871. Uspěl i v prvních přímých volbách do Říšské rady roku 1873, nyní za městskou kurii, obvod Baden, Mödling, Schwechat atd. Poslancem zůstal až do své smrti 25. září 1878.